# Mastodon
Mastodon – amerykańska grupa muzyczna wykonująca szeroko pojęty heavy metal. Styl grupy jest trudny do jednoznacznego zaklasyfikowania – w początkowym okresie twórczości szczególnie słyszalne były wpływy sludge metalu. Później zespół coraz bardziej nawiązywał do metalu progresywnego tworząc albumy koncepcyjne oraz zwiększając złożoność utworów. Cechami wyróżniającymi zespół są charakterystyczny, jazzowy styl gry perkusisty Branna Dailora, liczne harmonie wokalne, w których uczestniczą wszyscy członkowie grupy, a także styl gry na gitarze Brenta Hindsa, przypominający nieco grę na banjo.

## Historia

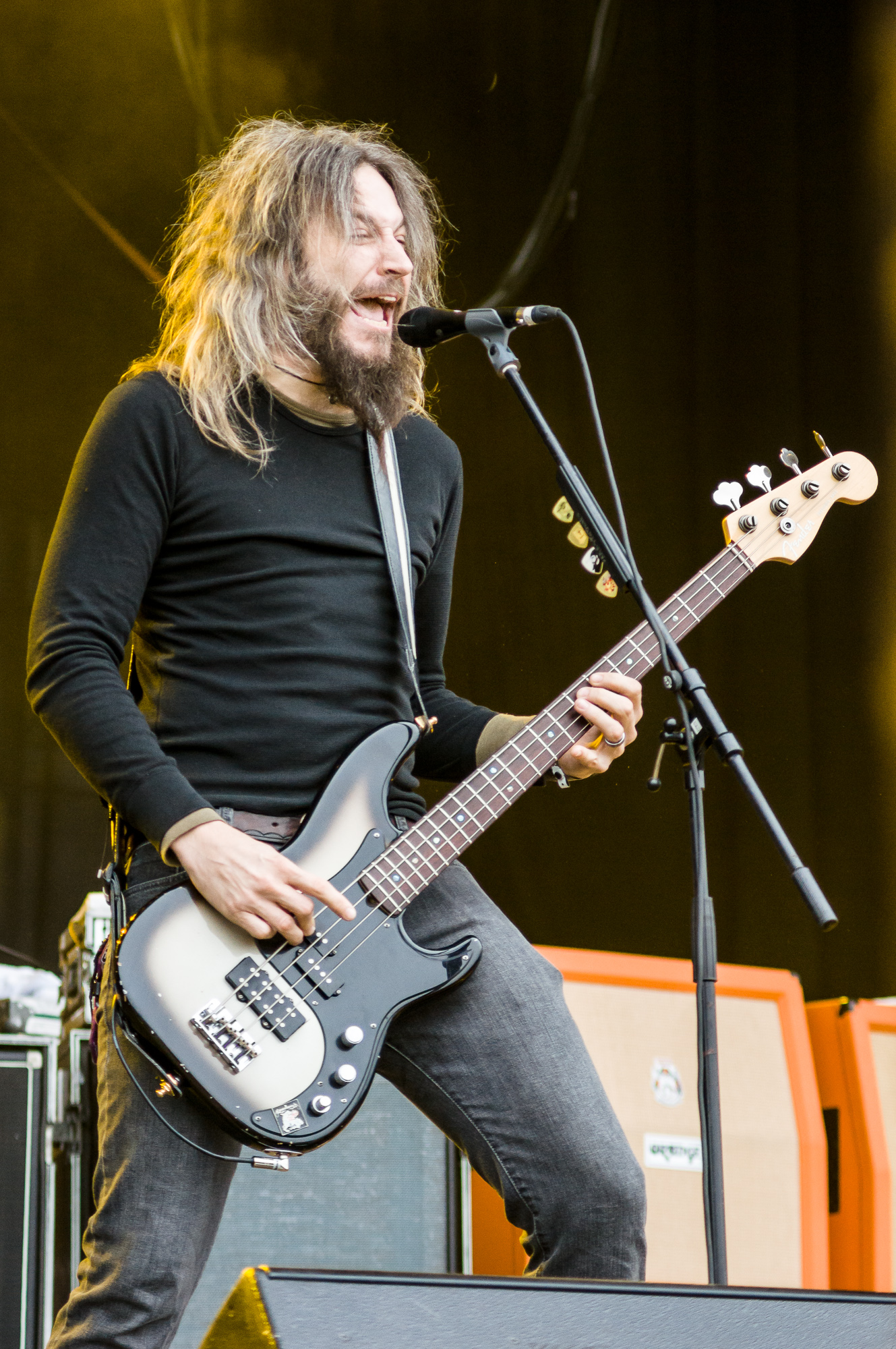
Troy Sanders podczas festiwalu Ursynalia 2012

Zespół powstał w 1999 roku, kiedy perkusista Brann Dailor i gitarzysta Bill Kelliher przeprowadzili się do Atlanty ze swojego rodzinnego miasta Rochester.
3 tygodnie po przybyciu poznali basistę Troya Sandersa i gitarzystę Brenta Hindsa na koncercie High on Fire, który Hinds zorganizował w swojej piwnicy. Muzycy przypadli sobie do gustu i rozpoczęli pracę nad tworzeniem materiału. Kelliher i Dailor mieli już prawie dziesięcioletnie doświadczenie w graniu i koncertowaniu. Sender i Hinds jedynie sześcioletnie.
Zespół nagrał pierwsze demo w lipcu 2000 roku i z tym materiałem wyruszył na trasę po wschodnim wybrzeżu USA. Grali m.in. z Queens of the Stone Age, Morbid Angel i Cannibal Corpse. Ich występy wzbudziły ogromne zainteresowanie, co doprowadziło wkrótce do podpisania kontraktu z wytwórnią płytową Relapse.
Wiosną 2001 roku Mastodon wyruszył w kolejną trasę. We wrześniu 2001 wyszedł ich debiutancki EP Lifesblood. Koncerty cieszyły się ogromną, jak na debiutantów, popularnością. W październiku grupa weszła do studia, by nagrać pierwszy pełny album Remission, wydano go w maju następnego roku. Wkrótce po premierze w maju 2002 roku, zespół spędził w trasach koncertowych (USA i Japonia). W roku 2003 wyruszyli na swoje pierwsze koncerty po Europie oraz na pierwszą trasę po Stanach jako główny zespół, a nie jako support jak dotychczas.
Jesienią 2003 roku utwór March of the Fire Ants ukazał się na dwupłytowej kompilacji sygnowanej przez jeden z programów stacji MTV2: Headbangers Ball. Znaleźli się tam w towarzystwie: Slayer, Deftones, Hatebreed, Killswitch Engage i wielu innych. Płyta sprzedała się w ilości 150,000 egzemplarzy i dała zespołowi nowych fanów.
W listopadzie 2003 March of the Fire Ants doczekał się teledysku nagranego w Atlancie i reżyserowanego przez Chada Rullmana. Ten krok był kolejnym sukcesem. Krąg fanów poszerzał się i wkrótce o grupie pisała większość fachowej prasy określając ją jako jeden z najlepszych debiutów. Zespół dostał się do czołówki ciężkiej muzyki.

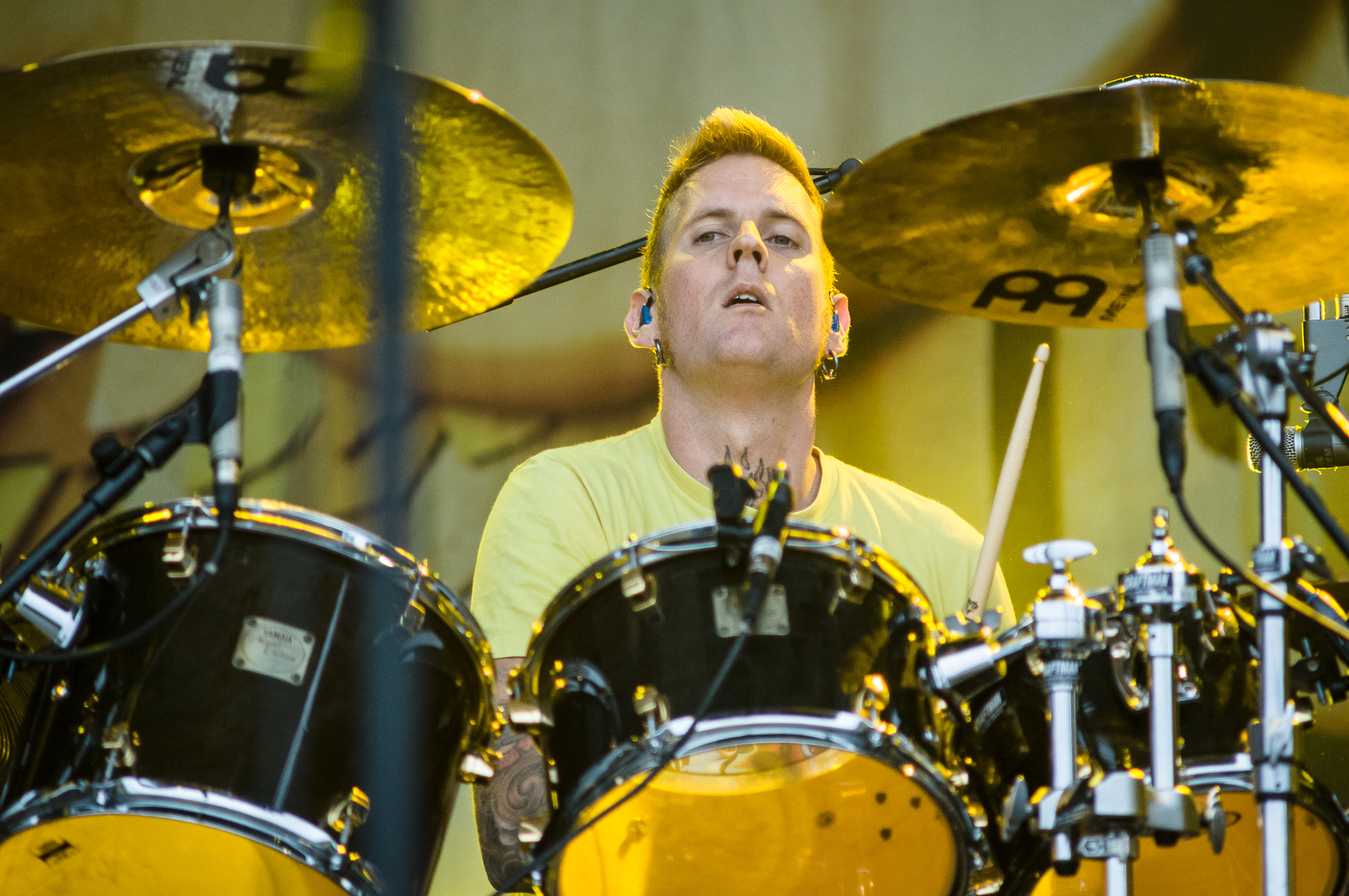
Brann Dailor podczas festiwalu Ursynalia 2012

Początek roku 2004 Mastodon spędził na krótkich trasach koncertowych (m.in. z Clutch) i wkrótce wszedł do studia w Seattle, by nagrać kolejny album, który ukazał się w sierpniu. Leviathan okazał się sukcesem (płyta roku w magazynach Revolver, Kerrang! and Terrorizer) i grupa wyruszyła na europejską trasę ze Slayerem i Slipknot.
W 2005 roku zespół odbył trasę po Wielkiej Brytanii i innych krajach Europy jako headliner. Podobna trasa odbyła się po powrocie do Stanów.
W połowie 2006 roku zespół wyruszył we wspólną trasę koncertową wraz z zespołami Slayer, Children of Bodom, Lamb of God oraz Thine Eyes Bleed. We wrześniu grupa wydała album zatytułowany Blood Mountain. Pod koniec roku wspierała zespół Tool w trakcie ich europejskiej trasy koncertowej.
We wrześniu 2010 roku, zespół ruszył wraz z grupami Alice in Chains oraz Deftones w trasę koncertową „Blackdiamondskye”, która odbyła się w 19 miastach w północnej Ameryce. Nazwa trasy wzięła się od połączenia nazw trzech albumów zespołów: „Black Gives Way to Blue” (Alice in Chains), „Diamond Eyes” (Deftones) oraz „Crack the Skye” grupy Mastodon. Trasa zakończyła się 16 października 2010 roku.

## Dyskografia

### Albumy studyjne
| Remission                               | - Data: 28 maja 2002 - Wydawca: Relapse                  | –   | –  | –   | –  | –  | –  | –  | –  | –  | –  | –  | –   | –  |
| Leviathan                               | - Data: 31 sierpnia 2004 - Wydawca: Relapse              | 139 | –  | –   | –  | –  | –  | –  | –  | –  | –  | –  | –   | –  |
| Blood Mountain                          | - Data: 12 września 2006 - Wydawca: Warner Bros./Reprise | 32  | 96 | 138 | 34 | –  | –  | –  | 20 | –  | 44 | –  | 59  | –  |
| Crack the Skye                          | - Data: 24 marca 2009 - Wydawca: Reprise                 | 11  | 36 | 106 | 23 | 6  | 42 | 58 | 6  | 56 | 19 | 23 | 38  | 37 |
| The Hunter                              | - Data: 26 września 2011 - Wydawca: Reprise/Roadrunner   | 10  | 20 | 73  | 10 | 13 | 23 | 23 | 8  | 33 | 18 | 12 | 122 | 11 |
| Once More ’Round the Sun                | - Data: 24 czerwca 2014 - Wydawca: Reprise/Roadrunner    | 6   | 16 | 50  | 17 | 1  | 23 | 13 | 4  | 20 | 7  | 10 | 103 | 9  |
| Emperor of Sand                         | - Data: 31 marca 2017 - Wydawca: Reprise                 | 7   | 11 | 60  | 5  | 4  | 11 | 13 | 6  | 16 | 3  | 9  | –   | –  |
| Hushed and Grim                         | - Data: 29 października 2021 - Wydawca: Reprise          |     |    |     |    |    |    |    |    |    |    |    |     |    |
| „–” oznacza, że album nie był notowany. |                                                          |     |    |     |    |    |    |    |    |    |    |    |     |    |

### Kompilacje
| Tytuł                | Dane dot. albumu                         | Pozycja na liście |
| Tytuł                | Dane dot. albumu                         | US Ind.           |
| -------------------- | ---------------------------------------- | ----------------- |
| Call of the Mastodon | - Data: 7 lutego 2006 - Wydawca: Relapse | 42                |

### Albumy koncertowe
| Tytuł              | Dane dot. albumu                         | Pozycja na liście | Pozycja na liście |
| Tytuł              | Dane dot. albumu                         | USA               | FIN               |
| ------------------ | ---------------------------------------- | ----------------- | ----------------- |
| Live at the Aragon | - Data: 15 marca 2011 - Wydawca: Reprise | 71                | 39                |

### Pozostałe
| Tytuł                                | Dane dot. albumu                            |
| ------------------------------------ | ------------------------------------------- |
| Lifesblood (EP)                      | - Data: 18 września 2001 - Wydawca: Relapse |
| The Workhorse Chronicles (DVD)       | - Data: 21 lutego 2006 - Wydawca: Relapse   |
| Oblivion EP (EP)                     | - Data: 4 listopada 2009 - Wydawca: Reprise |
| Jonah Hex: Revenge Gets Ugly EP (EP) | - Data: 29 czerwca 2010 - Wydawca: Reprise  |

## Teledyski

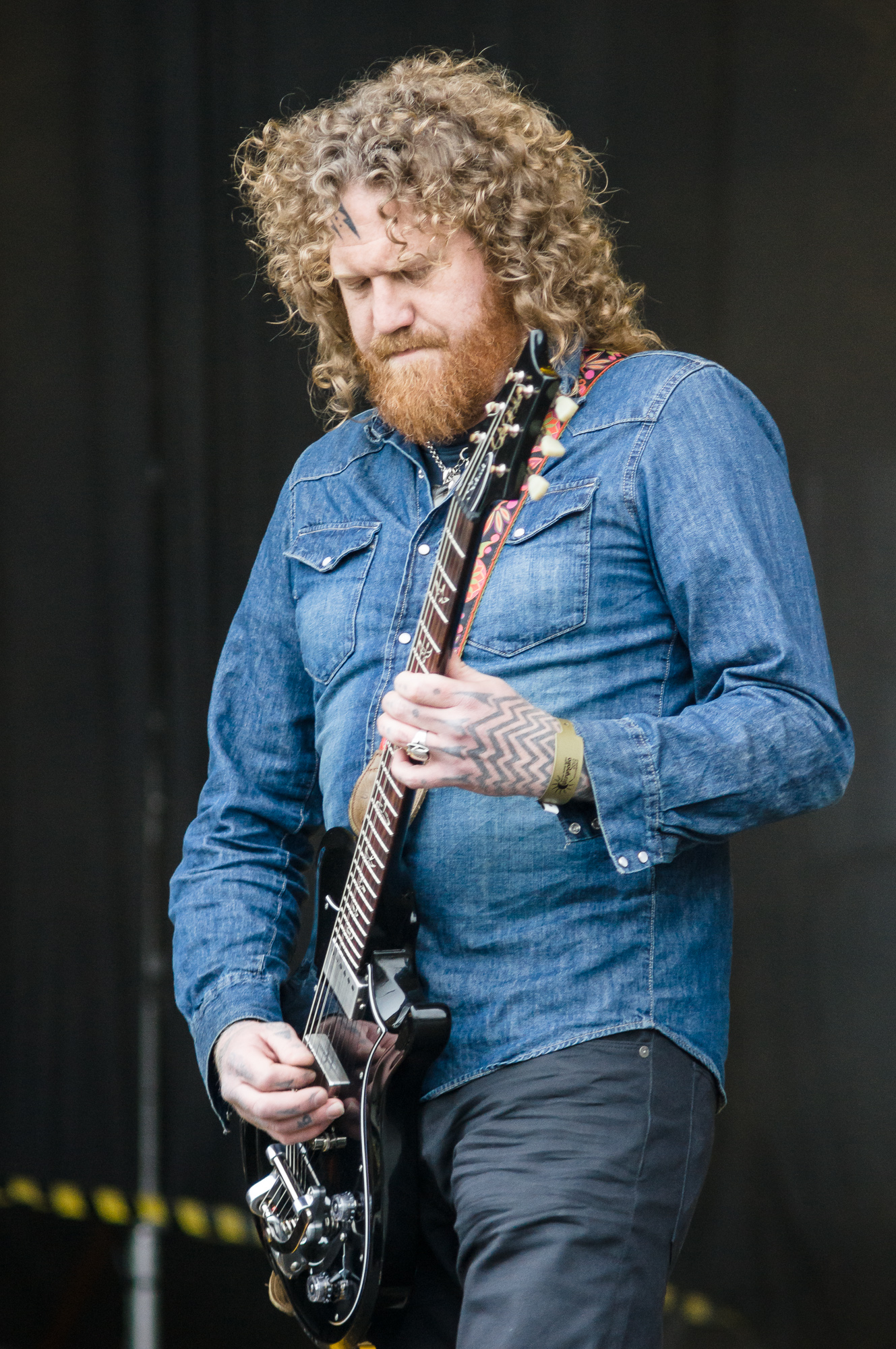
Brent Hinds podczas festiwalu Ursynalia 2012

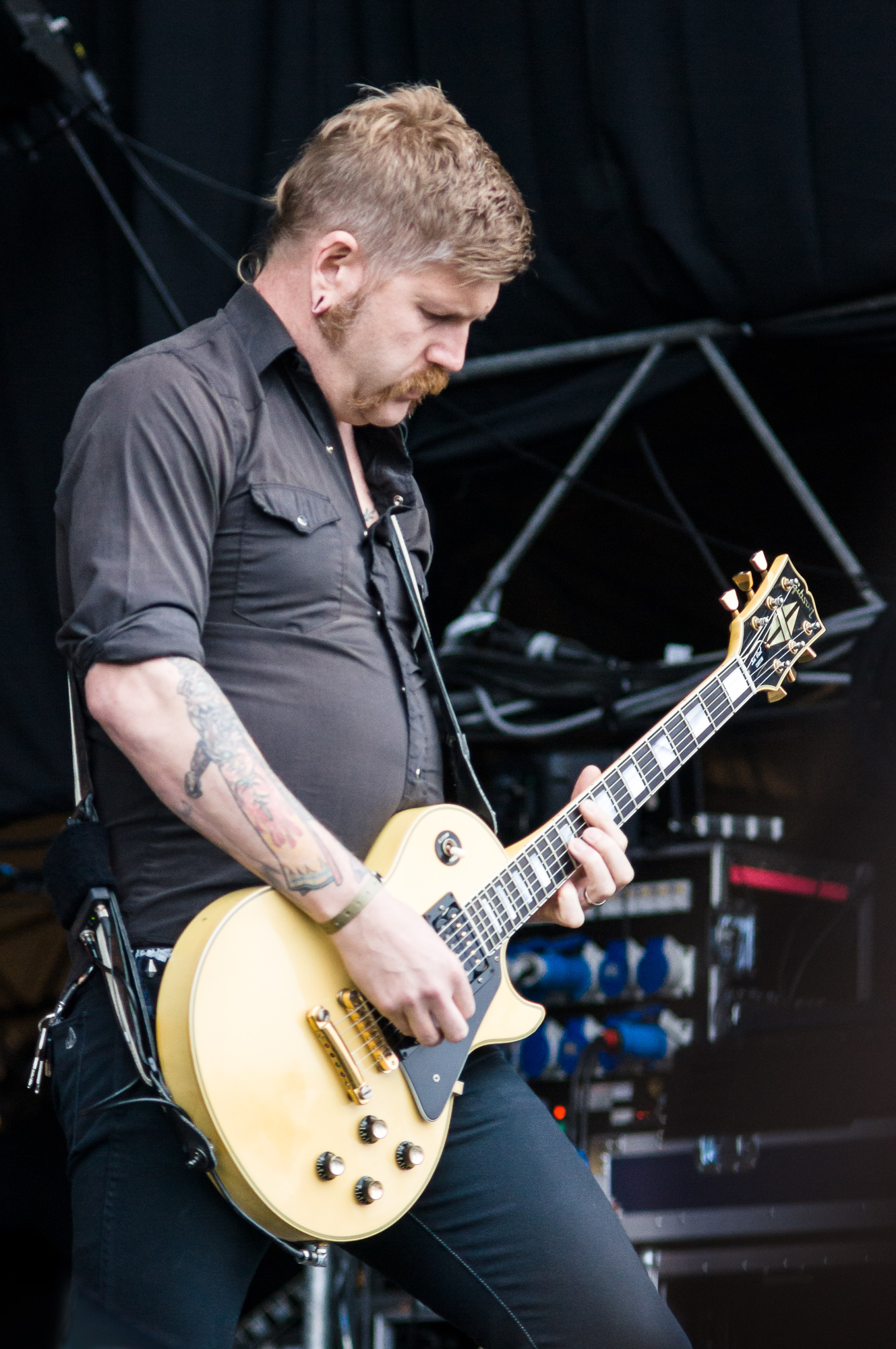
Bill Kelliher podczas festiwalu Ursynalia 2012

| Tytuł                    | Rok  | Reżyseria                   | Album                    | Źródło |
| ------------------------ | ---- | --------------------------- | ------------------------ | ------ |
| „March Of The Fire Ants” | 2002 | Chad Rullman                | Remission                | [ 21 ] |
| „Blood And Thunder”      | 2004 | Johnathon Rej, Tom Bingham  | Leviathan                | [ 21 ] |
| „Seabeast”               | 2004 | Johnathon Rej, Tom Bingham  | Leviathan                | [ 21 ] |
| Iron Tusk                | 2004 | Chad Rullman                | Leviathan                | [ 21 ] |
| „Capillarian Crest”      | 2006 | Adam Rothlein               | Blood Mountain           | [ 21 ] |
| „The Wolf Is Loose”      | 2006 | Jonathan Rej, Tom Bingham   | Blood Mountain           | [ 21 ] |
| „Colony Of Birchmen”     | 2006 | Jonathan Rej, Tom Bingham   | Blood Mountain           | [ 21 ] |
| „Sleeping Giant”         | 2007 | Robert „Roboshobo” Schober  | Blood Mountain           | [ 22 ] |
| „Divinations”            | 2009 | Robert „Roboshobo” Schober  | Crack The Skye           | [ 21 ] |
| „Oblivion”               | 2009 | Robert „Roboshobo” Schober  | Crack The Skye           | [ 23 ] |
| „Deathbound”             | 2011 | Adult Swim                  | Deathbound               | [ 24 ] |
| „Curl Of The Burl”       | 2011 | Aaron Hymes                 | The Hunter               | [ 25 ] |
| „Black Tongue”           | 2011 | Alicia J. Rose, Aaron Hymes | The Hunter               | [ 21 ] |
| „Dry Bone Valley”        | 2012 | Tim Biskup                  | The Hunter               | [ 26 ] |
| „High Road”              | 2014 | Robert „Roboshobo” Schober  | Once More ’Round the Sun | [ 27 ] |
| „The Motherload”         | 2014 | Jonathan Rej, Tom Bingham   | Once More ’Round the Sun | [ 28 ] |

## Nagrody i wyróżnienia
| Rok  | Kategoria               | Tytułem        | Nagroda                         | Nota      | Źródło |
| ---- | ----------------------- | -------------- | ------------------------------- | --------- | ------ |
| 2005 | Best Underground Band   | Mastodon       | Metal Hammer Golden Gods Awards | Laur      | [ 29 ] |
| 2005 | Best Live Band          | Mastodon       | Metal Hammer Golden Gods Awards | Nominacja | [ 30 ] |
| 2006 | Best International Band | Mastodon       | Metal Hammer Golden Gods Awards | Nominacja | [ 31 ] |
| 2007 | Album Of The Year       | Blood Mountain | Metal Hammer Golden Gods Awards | Nominacja | [ 32 ] |
| 2009 | Best Video              | „Oblivion”     | Kerrang! Awards                 | Laur      | [ 33 ] |
| 2012 | Best Album              | The Hunter     | Kerrang! Awards                 | Laur      | [ 34 ] |
| 2015 | Best Metal Performance  | „High Road”    | Grammy                          | Nominacja | [ 35 ] |